# Längdhopp för herrar vid inomhusvärldsmästerskapen i friidrott 2022
Herrarnas längdhopp vid inomhusvärldsmästerskapen i friidrott 2022 hölls den 18 mars 2022 på Štark arena i Belgrad i Serbien. 14 tävlande från 13 nationer deltog. Samtliga tävlande fick göra tre hopp och de åtta med bäst resultat fick därefter göra ytterligare tre hopp.
Miltiadis Tentoglou från Grekland vann guldet efter ett världsårsbästa på 8,55 meter. Silvermedaljen togs av Thobias Montler som satte ett nationsrekord för Sverige med ett hopp på 8,38 meter och bronset gick till amerikanen Marquis Dendy som gjorde ett säsongsbästa på 8,27 meter.

## Resultat
Finalen startade klockan 19:05.
| Placering | Idrottare           | Nationalitet | #1     | #2     | #3     | #4     | #5     | #6     | Resultat           | Noteringar |
| --------- | ------------------- | ------------ | ------ | ------ | ------ | ------ | ------ | ------ | ------------------ | ---------- |
| 1         | Miltiadis Tentoglou | Grekland     | x      | 8,55 m | x      | 8,26 m | –      | 8,51 m | 8,55 m             | 0VB0       |
| 2         | Thobias Montler     | Sverige      | x      | 8,13 m | x      | x      | x      | 8,38 m | 8,38 m             | 0NR0       |
| 3         | Marquis Dendy       | USA          | x      | 7,69 m | 8,27 m | –      | x      | x      | 8,27 m             | 0SB0       |
| 4         | Jarrion Lawson      | USA          | x      | 7,99 m | 8,19 m | 7,84 m | x      | x      | 8,19 m             | 0SB0       |
| 5         | Cheswill Johnson    | Sydafrika    | 8,02 m | x      | x      | 6,90 m | 8,14 m | 8,02 m | 8,14 m             | 0SB0       |
| 6         | Emiliano Lasa       | Uruguay      | 7,99 m | x      | 7,88 m | 7,79 m | x      | 7,75 m | 7,99 m             |            |
| 7         | M. Sreeshankar      | Indien       | 7,58 m | 7,90 m | 7,92 m | 7,21 m | 7,83 m | 7,84 m | 7,92 m             | 0NR0       |
| 8         | Lazar Anić          | Serbien      | 7,47 m | 7,81 m | 7,90 m | x      | 7,79 m | 7,92 m | 7,92 m             | 0SB0       |
| 9         | Samory Fraga        | Brasilien    | 7,48 m | 7,87 m | 7,86 m |        |        |        | 7,87 m             | 0SB0       |
| 10        | José Luis Mandros   | Peru         | x      | 7,81 m | 7,47 m |        |        |        | 7,81 m             |            |
| 11        | Kristian Pulli      | Finland      | x      | x      | 7,76 m |        |        |        | 7,76 m             | 0SB0       |
| 12        | Filippo Randazzo    | Italien      | 7,74 m | 5,74 m | x      |        |        |        | 7,74 m             |            |
| 13        | Maykel Massó        | Kuba         | x      | x      | x      |        |        |        | Inget giltigt hopp |            |
| 13        | Yuki Hashioka       | Japan        | x      | x      | x      |        |        |        | Inget giltigt hopp |            |